# Провулок Шмідта (Мелітополь)
Провулок Шмідта — провулок у Мелітополі. Починається від однойменної вулиці Шмідта, перетинається із Садовим провулком і закінчується на Садовій вулиці.
Повністю знаходиться в межах житлового масиву, хоча при цьому немає жодного багатоповерхового будинку з адресою на провулку Шмідта. Покриття асфальтове.

## Назва
Провулок названо на честь лейтенанта Шмідта (1867—1906) — революціонера, керівника Севастопольського повстання 1905 року.
Перпендикулярно провулку розташована однойменна вулиця.
У 1939 році в офіційних документах згадується інший провулок Шмідта, який в теперішній час не існує.

## Історія
Точний час виникнення проїзду на місці сучасного провулку невідомий. 21 жовтня 1965 року міськвиконком ухвалив рішення про присвоєння йому найменування, керуючись назвою вулиці, від якої він починається.

## Об'єкти
- Мелітопольський міськрайонний суд (юридична адреса — вул. Шмідта, 11, вхід з боку провулку).

## Галерея
|                            |                             |  |                      |
| початок з боку вул. Шмідта | будівля міськрайонного суду |  | виїзд на вул. Садову |